# William Lawes
William Lawes (ochrzczony 1 maja 1602 w Salisbury, zm. 24 września 1645 w Chester) – angielski kompozytor.

## Życiorys
Brat Henry’ego Lawesa. Prawdopodobnie kształcił się początkowo u ojca i był członkiem chóru chłopięcego przy katedrze w Salisbury. Odznaczając się talentem muzycznym, został powierzony pod opiekę Edwardowi Seymourowi, earlowi Hertford. Od 1612 roku kształcił się w Londynie u Johna Coprario. Pełnił służbę na dworze króla Karola I, w 1635 roku powierzono mu stanowisko kompozytora tworzącego muzykę „na lutnię i głosy”. Po wybuchu w 1642 roku angielskiej wojny domowej walczył po stronie rojalistów, poległ w bitwie pod Chester.

## Twórczość
Podczas swojej służby na dworze tworzył zarówno muzykę instrumentalną, jak i wokalną. Komponował suity na viole, tańce na klawesyn lub wirginał, pieśni, muzykę do masek, a także muzykę religijną: anthemy i kanony wokalne. Żadna z tych kompozycji nie została wydana drukiem za życia kompozytora, opublikowano je dopiero pośmiertnie.
Skomponowane przez Lawesa suity na viole przeznaczone są na 4–6 instrumentów, mają budowę 3- lub 4-częściową. W pieśniach, pisanych w większości do tekstów poetów nadwornych, kompozytor stosował różnorodną realizację muzyczną, od prostych, stroficznych ballad o lekkim charakterze, do dramatycznych, deklamacyjnych i często przekomponowanych. W muzyce religijnej, tworzonej do tekstów w języku angielskim, stosował dysonanse, chromatykę i ekspresyjne linie melodyczne. Największe znaczenie dla rozwoju muzyki angielskiej miała nowatorska w swojej formie muzyka Lawesa tworzona do masek. Ich oprawę muzyczną stanowią tańce, pieśni i części chóralne, różnorodne typy pieśni poprzedzał instrumentalnym wstępem o charakterze tanecznym.